# Jim Chapman

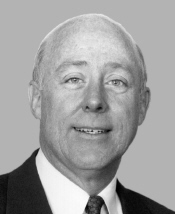
Jim Chapman

James Louis „Jim“ Chapman (* 8. März 1945 in Washington, D.C.) ist ein US-amerikanischer Politiker. Zwischen 1985 und 1997 vertrat er den Bundesstaat Texas im US-Repräsentantenhaus.

## Werdegang
Jim Chapman besuchte bis 1963 die Sulphur Springs High School in Texas und studierte danach bis 1968 an der University of Texas in Austin. Nach einem anschließenden Jurastudium an der Law School der Southern Methodist University in Dallas und seiner 1970 erfolgten Zulassung als Rechtsanwalt begann er in diesem Beruf zu arbeiten. Zwischen 1976 und 1985 war er Staatsanwalt im achten Gerichtsbezirk von Texas. Gleichzeitig schlug er als Mitglied der Demokratischen Partei eine politische Laufbahn ein.
Nach dem Rücktritt des Abgeordneten Sam B. Hall wurde Chapman bei der fälligen Nachwahl für den ersten Sitz von Texas als dessen Nachfolger in das US-Repräsentantenhaus in Washington gewählt, wo er am 3. August 1985 sein neues Mandat antrat. Nach fünf Wiederwahlen konnte er bis zum 3. Januar 1997 im Kongress verbleiben. Er war zeitweise Mitglied im Bewilligungsausschuss, im Ausschuss für Wissenschaft und Raumfahrt, im Committee on Public Works and Transportation und im Small Business Committee. Im Jahr 1996 verzichtete er auf eine weitere Kandidatur. Stattdessen bewarb er sich erfolglos um die Nominierung seiner Partei für die Wahlen zum US-Senat.
Seit dem Ende seiner Zeit im US-Repräsentantenhaus arbeitet Jim Chapman als Anwalt in den Niederlassungen in Washington und Austin einer in Houston ansässigen Kanzlei.